# Тінь вітру (роман)
«Тінь вітру» (ісп. La sombra del viento) — містичний роман іспанського письменника Карлоса Руїса Сафона, що вийшов в Іспанії 2001 року. Є першою книгою циклу книг «Цвинтар забутих книжок».
Вийшов українською мовою 2007 року у видавництві Книжковий клуб «Клуб сімейного дозвілля» в рамках проєкту «Світові бестселери — українською».

## Анотація книги

### Україна
Книжка містить цілий світ. Вона може відповісти на багато запитань, а інколи випадково знайдена книжка може втрутитися у ваше життя — і змінити його до невпізнанності…
Знайшовши на Цвинтарі забутих книжок твір маловідомого письменника, юний Даніель за одну ніч прочитує його — і розуміє, що віднині життя не буде таким, як раніше. Про що ця історія? Про вигадливі лабіринти фантазії? Про диявола, який сходить із сторінок книжки і починає плутати карти усім дійовим особам? Про війну, яка нівечить людські життя? Так — але передусім це, звичайно, історія про кохання, про вічний потяг душ і тіл, заради якого тільки й варто жити.

## Рецензії
- Сак Дар'я. Слідами тіні вітру // 25 жовтня 2012. «Сумно?». — Процитовано 13 січня 2013

## Відгуки у пресі
Дзеркало тижня

Дебютний роман Карлоса Руїза Сафона лише в Іспанії витримав тридцять перевидань, а також був перекладений двадцятьма мовами й отримав 15 міжнародних премій. Причини популярності «Тіні вітру» пояснити неважко, адже автор роману, професійний лос-анджелеський сценарист, грає на щемких струнах культурних стереотипів. Уявіть собі марево стародавньої книжкової культури, тінь готичного роману, латиноамериканську хмарку ностальгії за Маркесом і Борхесом. І ось уже оповідь — класична, з багатьма алюзіями і підтекстами, ще й позбавлена снобізму, — сама проситься у бестселери!
The New York Times:

У цій книжці магічний реалізм Ґабріеля Ґарсії Маркеса зустрівся з інтригою Умберто Еко та готикою Хорхе Луїса Борхеса… Від «Тіні вітру» перехоплює подих краще, ніж від найкрутіших «руських гірок».
The Bookseller:

Надзвичайний мікс: чудова історія про трагічне кохання, містичні смерті й таємниці минулого в повоєнній Барселоні
Le Figaro:

Європейська сенсація. Найкраща книжка року.